# Anilios torresianus
Anilios torresianus — вид змій родини сліпунів (Typhlopidae). Мешкає в Австралії, Індонезії і Папуа Новій Гвінеї.

## Поширення і екологія
Anilios torresianus мешкають в прибережних районах на півночі і півострова Кейп-Йорк в Квінсленді, на деяких островах Торресової протоки, а також в басейнах річок Флай і Дігулта на плато Оріомо на півдні Нової Гвінеї.